# ريكس بيرسون
ريكس بيرسون (بالإنجليزية: Rex Whiting Pearson)‏ هو فلاح وسياسي أسترالي، ولد في 13 يناير 1905 في أستراليا، وتوفي في 11 سبتمبر 1961 في أستراليا. حزبياً، نشط في الحزب الليبرالي الأسترالي وتحالف الليبرالية والريفي. وقد انتخب عضو مجلس الشيوخ الأسترالي ‏ عن دائرة جنوب أستراليا ‏ (28 أبريل 1951 – 11 سبتمبر 1961) وانتخب عضو مجلس النواب جنوب أستراليا من الجمعية عن دائرة Electoral district of Flinders ‏ وقد انضم خلال فترته النيابية (29 مارس 1941 – 22 مارس 1951)  للكتلة البرلمانية تحالف الليبرالية والريفي.
1. 1 2  Members of the Parliament of South Australia | Rex Whiting Pearson (بالإنجليزية), Adelaide: Parliament of South Australia, QID:Q114834199
2. 1 2 3 4 5  Biographical Dictionary of the Australian Senate | PEARSON, Rex Whiting (1905–1961) (بالإنجليزية), Parliament of Australia, QID:Q115447742